# Marc Verhaeghe de Naeyer
Marc Edgard Odilon Blaise Verhaeghe de Naeyer (Brussel, 19 maart 1913 - Zwevegem, 7 juli 2003) was een Belgisch bestuurder.

## Biografie
Marc Verhaeghe de Naeyer was een telg uit de familie Verhaeghe. Op 6 januari 1947 huwde hij met Monique Bekaert, een dochter van industrieel en politicus Léon Bekaert. Hij werd actief in het familiebedrijf Bekaert, alwaar hij in 1962 in opvolging van zijn schoonvader voorzitter werd van de raad van bestuur. Hij bleef dat tot in 1978, wanneer zijn schoonbroer Antoine Bekaert hem opvolgde.
In 1957 werd hij actief in Fabrimetal. In 1971 werd hij aangesteld als voorzitter van deze werkgeversorganisatie in opvolging van Georges Moens de Fernig. In 1977 werd hij in deze hoedanigheid door Philippe Saverys opgevolgd. Daarnaast was hij lid van het directiecomité van het Verbond van Belgische Ondernemingen en was hij twee jaar voorzitter van de Europese metaalfederatie ORGALIME.
Zijn uitvaartplechtigheid vond plaats in de Sint-Amanduskerk te Zwevegem.
Hij was de vader van Thierry Verhaeghe de Naeyer, die eveneens tussen 1997 en 2000 voorzitter van de raad van bestuur van Bekaert was.